# Jul på Ganymedes
Jul på Ganymedes (engelska:  Christmas on Ganymede) är en science fiction-novell skriven av Isaac Asimov, och ursprungligen publicerad i januari 1942 i tidskriften Startling Stories. På svenska publicerades den första gången år 1985

## Handling
Människorna som bosatt sig på Ganymedes har råkat ut för en kris, orsakad av Olaf Johnson, som berättat för lokalbefolkningen om julen och Jultomten. När lokalbefolkningen hotar med att vägra gå till jobbet om inte Jultomten kommer, riskerar produktionen att sjunka. Scott Pelham, basens kommendörkapten, skickar sina män att ordna ett besök av jultomten med Olaf Johnson i huvudrollen som Jultomten själv. En flygande släde med raketmotorer byggs och åtta lokala djur får agera Jultomtens renar. Allt verkar se bra ut tills lokalbefolkningen kräver att Jultomten kommer varje år. Det visar sig att året på Ganymedes, det vill säga dess rotationstid runt Jupiter, varar i sju dagar.

### Fotnoter
1. ↑  ”Den fantastiska julen”. LIBRIS. 19 mars 1985. http://libris.kb.se/bib/7648147. Läst 3 oktober 2014.